# Elkalyce dilutior
Elkalyce dilutior är en fjärilsart som beskrevs av Ruggero Verity 1934. Elkalyce dilutior ingår i släktet Elkalyce och familjen juvelvingar. Inga underarter finns listade i Catalogue of Life.